# Меносфера
Меносфера је колекција веб локација, блогова и онлајн форума који промовишу мушкост, мизогинију и опозицију феминизму. Заједнице унутар меносфере укључују активисте за мушка права, инцеле (недобровољни целибат), Мигтау, уметнике завођења (ПУА),  и групе за права очева.
Меносфера се преклапа са заједницом крајње деснице и алт-деснице. Такође је повезано са узнемиравањем на мрежи и умешано је у радикализацију мушкараца у мизогинистичка веровања и величање насиља над женама. Неки извори повезују радикализацију засновану на меносфери са масовним убиствима мотивисаним мизогинијом.

## Идеологија и садржај
Меносфера је хетерогена група онлајн заједница која укључује активисте за људска права (МРАс), инцеле (недобровољни целибат), Мигтау (МГТОВ), <i>уметнике завођења жена</i> (ПУА), и групе за права очева . Неке групе унутар меносфере имају међусобно супротстављене односе. Према научници за медије Деби Гинг, подгрупе као што су МРАс и ПУАс „преувеличавају своје разлике у приказима држања у сукобима, упркос чињеници да су њихове филозофије скоро идентичне“.
Док се специфичности идеологије сваке групе понекад сукобљавају, општа идеологија група у меносфери се усредсређује на промоцију мушкости, снажно противљење феминизму и мизогинији. Конкретно, феминисткиње су приказане као игноришући мушке жртве сексуалног напада и подстичу лажне оптужбе за силовање против мушкараца. Новинарка Кејтлин Дјуи тврди да се главна начела еаносфере могу свести на (1) корумпираност модерног друштва феминизмом, кршењем инхерентних полних разлика између мушкараца и жена; и (2) способност мушкараца да спасу друштво или постигну сексуалну моћ усвајањем хипер-мушке улоге и присиљавањем жена да им се потчине. Криминолог Лиса Сугиура пише да су различите групе унутар меносфере „уједињене централним уверењем да женске вредности, које покреће феминизам, доминирају друштвом и промовишу 'мисандричку' идеологију коју треба збацити".

### Жаргон
Меносфера има свој посебан жаргон. Идеја мизандрије (мржња према мушкарцима или предрасуде према њима) се обично позива, и као еквивалент мизогинији и као начин да се негира постојање институционализованог сексизма. Централно начело је концепт црвене пилуле, метафора позајмљена из филма Матрикс Ради се о буђењу мушкараца за наводну стварност да друштвом доминира феминизам и да је пристрасан према мушкарцима. Меаносферанци верују да феминисткиње и политичка коректност замагљују ову реалност и да су мушкарци жртве које се морају борити да би се заштитиле. Прихватање идеологије меносфере изједначено је са „узимањем црвене пилуле“, а они који то не чине сматрају се „плавом пилулом“ или „узимањем плаве пилуле“. Таква терминологија је настала на Редиту. Дона Закерберг пише: „Црвена пилула представља нову фазу у онлајн мизогинији. Њени чланови не само да се ругају и омаловажавају жене; такође верују да су у нашем друштву мушкарци угњетавани од стране жена“.
Мушкарци се обично деле на алфа и бета мушкарце. у оквиру еволуционо-психолошког оквира, где се алфе виде као сексуално доминантне и привлачне за жене, које су генетски програмиране да желе секс са алфама, али ће се упарити са  бетама за финансијске бенефиције. Међу МРАс и ПУАс овај аргумент је познат као alpha fux beta bux.

### Повезани покрети
Меносфера се преклапа са идеологијама супериорности беле расе и крајње деснице, укључујући неореакционарни, бело-националистички алт-десничарски покрет. Расизам и ксенофобија су такође уобичајени међу групама у меносфери а уочене претње западној цивилизацији су популарна тема.

### Радикализација и насиље
Меносфера је повезана са узнемиравањем на мрежи, радикализацијом мушкараца у мизогинистичка веровања и величањем насиља над женама. Неки извори повезују радикализацију засновану на меносфери са масовним убиствима мотивисаним мизогинијом.

## Сајтови
Меносфера се састоји од разних веб локација, блогова и онлајн форума. Запажени сајтови укључују /r/TheRedPill, Return of Kings и A Voice for Men, као и (сада непостојеће) PUAHate и SlutHatе.
Редит је био популарно место окупљања присталица меносфере, а неколико сегмената на сајту је усмерено на сродне идеје. Међутим, крајем 2010-их и 2020-их Реддит је почео да предузима кораке да обесхрабрује екстремније подредите за меносферу. Неки су забрањени, као што су /р/инцелс (забрањен 2017), његов наследник /r/braincels (забрањен 2018.) и /r/MGTOW (забрањен у августу 2021); други подредити као што је /r/TheRedPill су стављени у карантин, што значи да се корисницима приказује упозорење о садржају подредита и корисници морају да се пријаве пре него што им буде дозвољено да уђу. Као резултат тога, неке од ових заједница су нашле нове локације на веб локацијама које су више отворене за екстремни садржај, као што је <i>Gab</i>.

## Јавна перцепција
Меносфера је добила значајну покривеност у медијима због своје повезаности са насилним нападима високог профила, укључујући убиства у Исла Висти 2014. у Калифорнији, пуцњаву на Умпкуа Колеџу 2015. у Орегону и напад комбијем у Торонту 2018., као и феномене као што су континуирано злостављање на мрежи према женским чланицама заједнице видео игара која је постала позната као Гејмергејт. Након пуцњаве у Исла Висти, утврђено је да је убица Елиот Роџер био активан учесник на форуму о меносфери ПУАХате. Након напада, Дјуи је написао да, иако меносфера није крива за Роџеров напад, „на Роџерову мизогинистичку реторику изгледа неоспорно утиче меносфера“. Социолог Мајкл Кимел је тврдио да би „било лако расправљати о меносфери... подстакао је [Роџера] да то уради. Мислим да су та места нека врста утехе... Оне обезбеђују неку врсту свлачионице, место где се момци могу жалити на све лоше ствари које им раде жене“.
Артур Голдваг је описао меносферу у пролећном издању Јужњачког правног центар за сиромашне као „подземље мизогиниста, мрзитеља жена чији бес превазилази критику породичног судског система, закона о насиљу у породици и лажних оптужби за силовање. [који су] посвећени нападу на готово све жене (или, барем, оне западњачке)“. Касније те године је додао упозорење, рекавши: „Треба напоменути да СПЛЦ није означио МРА као чланове покрета мржње; нити је наш чланак тврдио да су притужбе које објављују на својим веб страницама – лажне оптужбе за силовање, разорне бракоразводне нагодбе и слично – све без основа. Али ми смо навели конкретне примере мизогиније и претње, отворене или имплицитне, насиљем." СПЛЦ је 2018. године додао мушку надмоћ као категорију коју прате на својој листи група мржње. Британски анти-екстремистичка група Hope not Hate укључила је меносферу у свој извештај о стању мржње за 2019.
 